# Earth Intruders
"Earth Intruders" är en låt av den isländska musikern Björk, utgiven som den första singeln från albumet Volta digitalt den 9 april 2007 i USA och i Europa den 28 april. Har därefter även släppts i fysisk samlingsbox den 4 februari 2008. Låten är producerad tillsammans med R&B-producenten Timbaland och hans protegé Danja. "Earth Intruders" blev Björks största hit i USA sedan "Big Time Sensuality" från 1993.
Musikvideon till låten regisserades av den franske artisten Michel Ocelot och är den första musikvideon han regisserat.

## Låtlistor och format
EP
1. "Earth Intruders" (Mark Stent Mix) – 3:23
2. "Earth Intruders" (Jimmy Douglas Mix) – 6:17
3. "Earth Intruders" (Lexx Remix Radio Edit) – 4:06
4. "Earth Intruders" (XXXchange Remix) – 4:38
5. "Earth Intruders" (Lexx 12" Remix) – 6:40

12"-vinyl 1
1. "Earth Intruders" (XXXchange Remix) – 4:38
2. "Earth Intruders" (Jimmy Douglas Mix) – 6:17

12"-vinyl 2
1. "Earth Intruders" (Lexx 12" Remix) – 6:40
2. "Earth Intruders" (Mark Stent Mix) – 3:23